# Tom Boric
Pour l’article homonyme, voir Boric.
Thomas « Tom » Boric (né le 10 mai 1961 en Yougoslavie) est un footballeur et catcheur (lutteur professionnel) canadien. Il est principalement connu en tant que catcheur sous le nom de Paul Diamond.
Avant de devenir catcheur, Boric est gardien de but dans le championnat North American Soccer League chez les Rowdies de Tampa Bay de 1982 à 1984.

## Biographie

### Jeunesse et carrière de footballeur
Boric grandit au Canada à Winnipeg et après le lycée il entre à l'université Old Dominion en Virginie où il est gardien de but de l'équipe de football. Il commence sa carrière en North American Soccer League (NASL) au Canada chez les Boomers de Calgary (en) durant la saison indoor 198-1981 où il joue un match. Il rejoint ensuite les Rowdies de Tampa Bay où il reste jusqu'à la faillite de la NASL en 1984,.

### Carrière de catcheur (1985-2001)

#### Entrainement et débuts (1985-1986)
Après la faillite de la North American Soccer League Boric décide de devenir catcheur et s'entraine auprès de Boris Malenko (en) et ses fils Joe (en) et Dean. Il dispute son premier match en Géorgie à la Georgia Championship Wrestling le 13 février 1985 sous le nom de Paul Diamond où il bat Terry Ellis. Il part ensuite à la Texas All-Star Wrestling où il fait équipe avec Frank Lang et y obtiennent ensemble le titre de champion par équipe du Texas de la TASW et garde ce titre jusqu'au 12 mai et leur défaite face à Tudui et Wakahi. Deux semaines plus tard, il change d'équipier et avec Nick Kiniski et redevient champion par équipe avec lui jusqu'au 5 juillet où Al Madril et Chavo Guerrero mettent fin à leur règne. Mandril et Guerrero se séparent et ce dernier (qui détient les ceintures après un match face à son ancien équipier) les remet à Diamond et Shawn Michaels le 1er septembre. Ils perdent ce titre le 29 septembre face à Tony Torres et Aldo Marino et le récupèrent le 17 novembre. Le 27 janvier 1986, Al Madril et Magnificent Zulu mettent fin à leur règne de champion par équipe du Texas de la TASW.

## Palmarès

### En catch
- American Wrestling Association (AWA)
  - 1 fois champion du monde par équipe de l'AWA avec Pat Tanaka (en)[9]
  - 1 fois champion par équipe du Sud de l'AWA avec Pat Tanaka[10]
- Canadian Wrestling Federation (CWF)
  - 1 fois champion poids-lourds de la CWF[11]
- Continental Wrestling Association (CWA)
  - 1 fois champion par équipe du Sud de l'AWA avec Pat Tanaka[Note 1],[10]
  - 4 fois champion par équipe international de la CWA (1 fois avec Jeff Jarrett puis 3 fois avec Pat Tatanka[12]
- International Wrestling Association Puerto Rico (IWA Puerto Rico)
  - 1 fois champion du Sud de l'IWA Puerto Rico (unique champion)[13]
- Texas All-Star Wrestling (TASW)
  - 4 fois champion par équipe du Texas de la TASW (avec Frank Lang puis Nick Kiniski et enfin deux fois avec Shawn Michaels)[8]
- Texas Wrestling Alliance (TWA)
  - 2 fois champion poids-lourds de la TWA (sous le nom de Venom)[14]
- United States Wrestling Association (USWA)
  - 1 fois champion du monde par équipe de l'USWA avec Steven Dunn[15]

### En football
| Saison                | Club                    | Championnat           | Championnat | Championnat | Championnat | Coupe(s) nationale(s) | Coupe(s) nationale(s) | Coupe(s) nationale(s) | Total | Total | Total |
| Saison                | Club                    | Division              | M.          | B.          | P.d.        | M.                    | B.                    | P.d.                  | M.    | B.    | P.d.  |
| 1980-1981             | Boomers de Calgary (en) | NASL indoor           | 1           | 0           | 0           | 0                     | 0                     | 0                     | 1     | 0     | 0     |
| 1982                  | Rowdies de Tampa Bay    | NASL                  | 5           | 0           | 0           | 0                     | 0                     | 0                     | 5     | 0     | 0     |
| 1983                  | Rowdies de Tampa Bay    | NASL                  | 9           | 0           | 1           | 0                     | 0                     | 0                     | 9     | 0     | 1     |
| 1984                  | Rowdies de Tampa Bay    | NASL                  | 1           | 0           | 0           | 0                     | 0                     | 0                     | 1     | 0     | 0     |
| Total sur la carrière | Total sur la carrière   | Total sur la carrière | 16          | 0           | 1           | 0                     | 0                     | 0                     | 16    | 0     | 1     |